# Birtalan János
Birtalan János (Budapest, 1992. október 23. –) magyar labdarúgóhátvéd.

## Statisztika
| Klub           | Szezon | Liga  | Liga | Kupa  | Kupa | Nemzetközi | Nemzetközi | Liga kupa | Liga kupa | Teljes | Teljes |
| Klub           | Szezon | Meccs | Gól  | Meccs | Gól  | Meccs      | Gól        | Meccs     | Gól       | Meccs  | Gól    |
| -------------- | ------ | ----- | ---- | ----- | ---- | ---------- | ---------- | --------- | --------- | ------ | ------ |
| Ferencváros    |        |       |      |       |      |            |            |           |           |        |        |
| 2011–2012      | 0      | 0     | 0    | 0     | 2    | 0          | 0          | 0         | 2         | 0      |        |
| 2012–2013      | 1      | 0     | 0    | 0     | 0    | 0          | 0          | 0         | 0         | 0      |        |
| Teljes Karrier | 1      | 0     | 0    | 0     | 2    | 0          | 0          | 0         | 3         | 0      |        |